# Ursula von Fürstenberg
Ursula von Fürstenberg war von 1514 bis 1548 Äbtissin des Klosters Himmelpforten bei Ense.

## Leben
Sie entstammte der Linie Waterlappe der westfälischen Familie von Fürstenberg und war Tochter von Wennemar von Fürstenberg. Sie ist auf einem Votivgemälde mit Eltern und Geschwistern abgebildet. Nach dem Tod des Vaters nach 1481/83 trat sie in das Zisterzienserinnenkloster Himmelpforten an der Möhne ein. Spätestens seit 1504 war sie Nonne und hatte keinen Anteil mehr an einem familiären Erbvergleich.
Seit spätestens 1514 war sie Äbtissin. Während in der Zeit davor die Gemeinschaft einen eher stiftsähnlichen Charakter angenommen hatte, drängte sie darauf, dass die Grundlagen monastischen und zisterzienserischen Lebens wieder beachtet wurden. Dies zeigte sich auch in den baulichen Aktivitäten ihrer Zeit, die den klösterlichen Charakter der Anlage wieder herstellten. Auch wenn es den Regeln widersprach, nahm sie zahlreiche Angehörige der Familie Fürstenberg in das Kloster auf. Zum letzten Mal belegt ist sie am 25. Mai 1548.